# أبولو 11
مهمة أبولو 11 (بالإنجليزية: Apollo 11)‏ هي الأولى من نوعها التي تقود إنسانا إلى النزول على سطح القمر. شكل كل من القائد نيل أرمسترونغ وطيار المركبة القمرية بز ألدرن الطاقم الأمريكي الذين هبط بمركبة الهبوط على القمر إيجل في 20 يوليو 1969، الساعة 20:17 بالتوقيت العالمي، بعد مهمتين سابقتين لأبولو 8 وأبولو 10 اقتربتا من القمر ودارتا في مدار حوله قبل العودة إلى الأرض.أصبح آرمسترونغ أول شخص يطأ سطح القمر بعد ست ساعات و 39 دقيقة، في 21 يوليو في الساعة 02:56 بالتوقيت العالمي، وانضم إليه ألدرين بعد 19 دقيقة، وأمضيا حوالي ساعتين وربع الساعة خارج المركبة الفضائية.
عاد رواد الفضاء إلى الأرض وجمعوا نحو 47.5 رطل (21.5 كـغ) من صخور القمر وعينات من تربته لدراستها في المعامل على الأرض. حلق القائد مايكل كولينز بمركبة القيادة كولومبيا وحدها في مدار حول القمر بينما كان رفيقاه على سطح القمر. أمضى أرمسترونج وألدرين 21 ساعة و 31 دقيقة على سطح القمر في موقع أطلقا عليه اسم «قاعدة السكون» قبل أن يعودا للانضمام إلى كولومبيا في المدار القمري.
تم إطلاق أبولو 11 بواسطة صاروخ ساتورن 5 من مركز كينيدي للفضاء في جزيرة ميريت بولاية فلوريدا، في 16 يوليو في تمام الساعة 13:32 بالتوقيت العالمي، وكانت هذه هي المهمة الخامسة المكونة من طاقم برنامج أبولو التابع لناسا. كان للمركبة الفضائية أبولو ثلاثة أجزاء: مركبة قيادة (CM) مع مقصورة لرواد الفضاء الثلاثة، الجزء الوحيد الذي عاد إلى الأرض، مركبة خدمة (SM)، والتي دعمت مركبة القيادة بالدفع والطاقة الكهربائية والأكسجين والماء، ومركبة القمر (LM) التي كانت على مرحلتين - مرحلة الهبوط للهبوط على سطح القمر، ومرحلة الصعود لوضع رواد الفضاء في المدار القمري.
بعد إشعال محرك الصاروخ لمغادرة الأرض من خلال المرحلة الثالثة لـ ساتورن 5، قام رواد الفضاء بفصل المركبة الفضائية عنها وسافروا لمدة ثلاثة أيام حتى دخلوا المدار القمري. ثم انتقل أرمسترونغ وألدرين إلى إيجل وهبطا في بحر السكون في 20 يوليو. رواد الفضاء استخدموا إيجل لمرحلة الخروج من سطح القمر، والانضمام إلى كولينز في مركبة القيادة. قاموا بالتخلي عن إيجل قبل قيامهم بالمناورات التي دفعت كولومبيا من آخر مداراتها القمرية الثلاثين إلى مسار يعود إلى الأرض.  عادوا إلى الأرض وهبطوا على الماء في المحيط الهادئ بمساعدة مظلات في 24 يوليو بعد أكثر من ثمانية أيام في الفضاء.
تم بث الخطوة الأولى لأرمسترونغ على سطح القمر على الهواء مباشرة إلى الجمهور حول العالم. ووصف الحدث بأنه «خطوة صغيرة واحدة بالنسبة للرجل، قفزة كبيرة للبشرية». أنهى أبولو 11 سباق الفضاء بشكل فعال وحقق هدفًا وطنيًا اقترحه الرئيس جون كينيدي عام 1961: «يجب على الولايات المتحدة أن تلتزم، قبل انتهاء هذا العقد، بتحقيق هدف إنزال رجل على سطح القمر وإعادته بأمان إلى الأرض».

## خلفية
في أواخر الخمسينيات وأوائل الستينيات، انخرطت الولايات المتحدة في الحرب الباردة، وهي منافسة جيوسياسية مع الاتحاد السوفيتي.  في 4 أكتوبر 1957، أطلق الاتحاد السوفيتي سبوتنيك 1، أول قمر صناعي. هذا النجاح المفاجئ أثار المخاوف والخيال في جميع أنحاء العالم. لقد أثبت أن الاتحاد السوفيتي كان لديه القدرة على إيصال أسلحة نووية عبر المسافات العابرة للقارات، وتحدى المطالبات الأمريكية بالتفوق العسكري والاقتصادي والتكنولوجي.  وأدى هذا إلى أزمة سبوتنيك، وأثار سباق الفضاء.  استجاب الرئيس دوايت أيزنهاور لتحدي سبوتنيك من خلال إنشاء الإدارة الوطنية للملاحة الجوية والفضاء (ناسا)، وبدء مشروع ميركوري،  الذي يهدف إلى إطلاق رجل في مدار الأرض.  ولكن في 12 أبريل 1961، أصبح رائد الفضاء السوفيتي يوري غاغارين أول شخص في الفضاء، وأول من يدور حول الأرض.  كانت ضربة أخرى لجسد الفخر الأمريكي.  بعد شهر تقريبًا، في 5 مايو 1961، أصبح آلان شيبرد أول أمريكي في الفضاء، حيث أنهى رحلة شبه مدارية مدتها 15 دقيقة. بعد تعافيه من المحيط الأطلسي، تلقى مكالمة هاتفية تهنئة من خلف أيزنهاور، جون إف كينيدي. 

## الطاقم
- نيل أرمسترونج -القائد (أول إنسان يمشي على سطح القمر)
- مايكل كولينز - ربان المركبة الرئيسية Command Module
- إدوين ألدرن - ربان المركبة القمرية.

### الفريق الاحتياطي
- جيم لوفل - القائد
- وليام أندرس - ربان المركبة الرئيسية
- فريد هايس - ربان المركبة القمرية

### فريق الدعم
يتكون فريق الدعم من: 
- كين ماتينجلي
- جاك سويغيرت
- جون يونغ

## الرحلة
- الانطلاق: يوم 16 يوليو 1969م.
- بعد 2 ساعة و40 دقيقة: الخروج من المدار الأرضي.
- 75 ساعة و50 دقيقة: الوصول إلى المدار القمري.
- 101 ساعة و36 دقيقة: انفصال المركبة القمرية.
- 102 ساعة و45 دقيقة: الهبوط على سطح القمر في منطقة تدعى بحر السكون.
- 109 ساعة و24 دقيقة: أول خطوة على القمر لنيل أرمسترونج.
- تنصيب العاكس الليزري من الألمنيوم بميل 5°، لتعيين المسافة بين القمر والأرض عن طريق شعاع ليزر يُرسل من المراصد الأرضية.
- تنصيب جهاز قياس شدة الزلال.
- جمع 21.7 كغ عينات من تربة القمر وصخور
- جولة واحدة لمدة 2 ساعة و31 دقيقة لمسافة 250 متر.
- الالتحاق بالمركبة الرئيسية كولومبيا التي كانت تدور في مدار حول القمر وبها زميلهما مايكل كولينز.
- 124 ساعة و22 دقيقة: انطلاق رحلة العودة بعد 21 ساعة و36 دقيقة على القمر.
- 195 ساعة و18 دقيقة: الهبوط على الأرض (في المحيط الهادي).

## التجهيز للرحلة

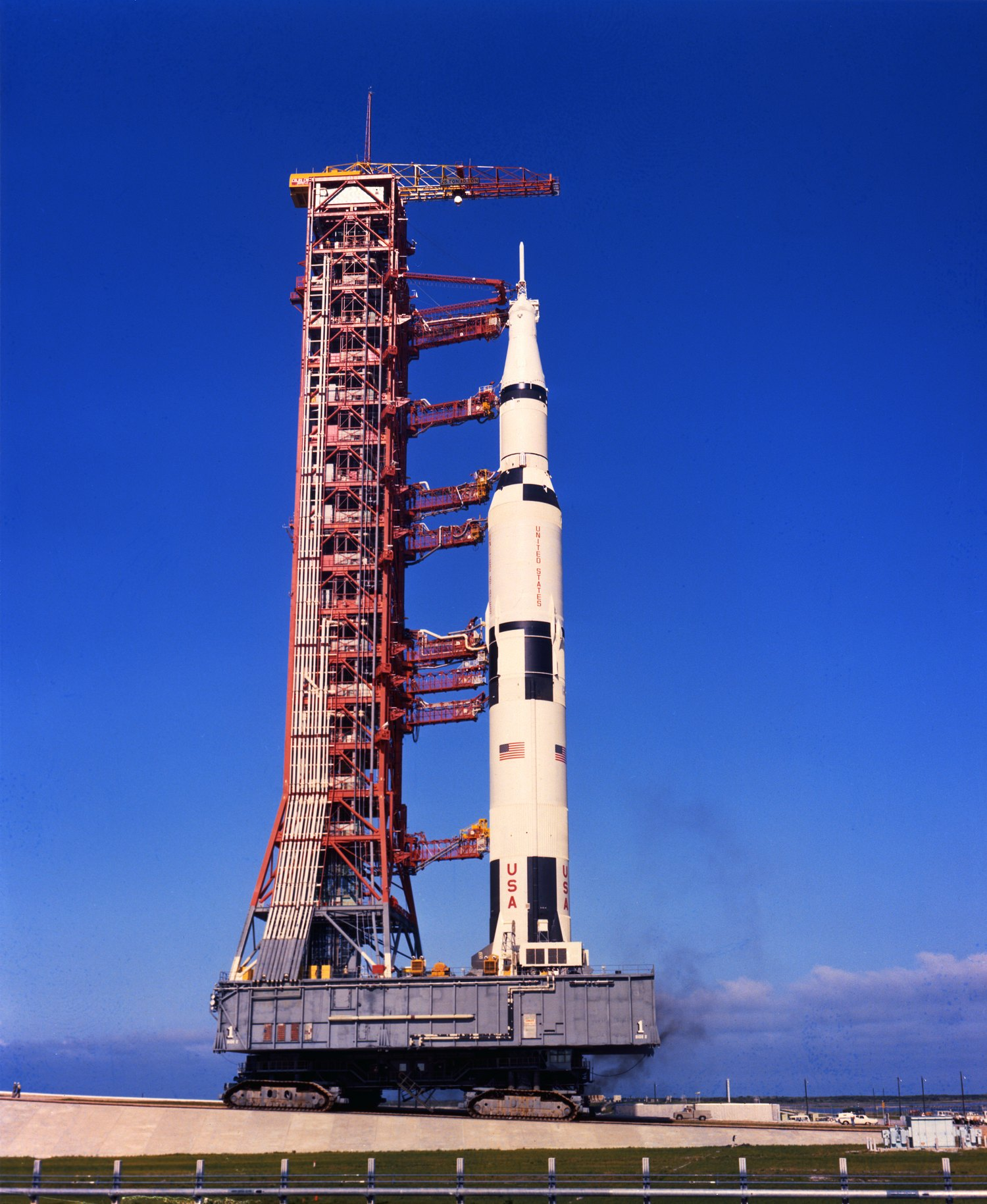
نقل ساتورن 5 حاملا أبولو 11 على الزاحفة الضخمة إلى منصة الإقلاع A39.

بدأ تجهيز رحلة أبولو 11 في يناير 1969 حيث وصلت مركبة الهبوط (المركبة القمرية) على القمر إلى مركز كنيدي للفضاء بفلوريدا. كما وصلت مركبة الفضاء أبولو (وحدة القيادة) الذي سيقضي فيها رواد الفضاء معظم وقتهم أثناء الرحلة يوم 23 يناير على ظهر إحدى الطائرات الضخمة وتم فحصهما فحصا دقيقا بالنسبة لسلامة عملهما وكذلك على لإحكامهما والعمل في الفراغ. في نفس الوقت بدأ العمل على تجهيز المراحل الثلاث للصاروخ ساتورن 5 على بعد 7 كيلومتر في مبنى تجميع المركبات. وبعد ذلك تم تركيب ساتورن 5 على قاعدة زاحفة للإطلاق من الفولاذ، تزن 5700 طن. ثم ركّبت المركبة القمرية على الصاروخ محفوظة في غطائها القمعي خلال شهر أبريل وأصبح الصاروخ ساتورن 5 بطول 110 متر جاهزاً. وأجري بعد ذلك عدا تنازليا تجريبيا لاختبار جميع أجزاء الصاروخ.
وفي يوم 20 مايو 1969 قامت الزحافة الضخمة المسماة كراولربنقل الصاروخ إلى قاعدة الإقلاع رقم 39أ والتي استخدمت قبل ذلك أربعة مرات لإطلاق الصواريخ. واستغرق نقل الصاروخ على الكراولر 6 ساعات لمسافة 5و5 كيلومتر. وتم تركيب ألواح من الصلب على قاعدة الإقلاع تعمل على تصريف غازات الإقلاع الشديدة الضغط وركّبت منصة الصيانة على برج الإقلاع ووُصلت بساترن 5 لتسهيل العمل على الصاروخ. وتم اختبار استعداد الصاروخ يوم 6 يونيو في حضور طاقم رواد الفضاء نيل أرمسترونج وبز ألدرن ومايكل كولينز.
وأجري ابتداء من يوم 27 يونيو على الصاروخ اختبارا تجريبيا ثانيا مع العد التنازلي كاختبار نهائي. وخلال هذا الاختبار تم ملئ خزانات ساتورن 5 بالوقود واكتمل العد التنازلي الاختباري. وفي مرحلة لاحقة تم تفريغ الخزانات ثانيا من الوقود، وأعيد اختبار العد التنازلي في وجود طاقم رواد الفضاء على متن المركبة الرئسية.

## سير الرحلة

### رحلة الذهاب إلى القمر

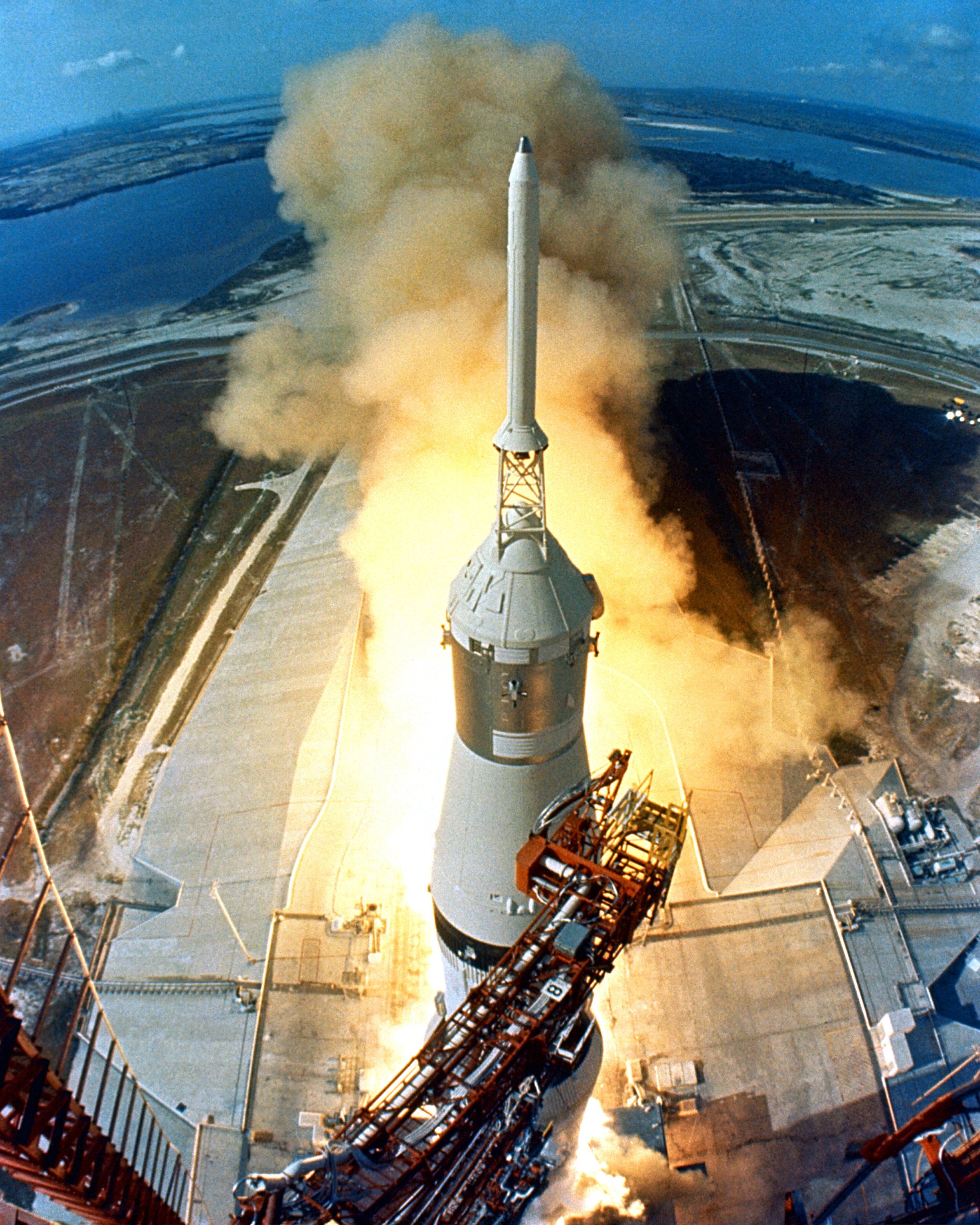
Start der Apollo-11-Mission

انطلق أبولو 11 يوم 16 يوليو 1969 في تمام الساعة 13:32 من مركز كنيدي للفضاء بفلوريدا على قمة الصاروخ ساتورن 5 ووصل خلال 12 دقيقة إلى مداره المحدد حول الأرض. وبعد دورة ونصف دورة حول الأرض أُشعلت المرحلة الثالثة للصاروخ مرة ثانية، ودام إشعالها 6 دقائق لكي تقود رواد الفضاء إلى القمر. بعد ذلك بوقت قصير تم توصيل مركبة الفضاء/وحدة الخدمة (Command Module/Service Module) بمركبة الهبوط على القمر المسماة إيجل (أي النسر). واستمرت رحلة الذهاب بدون أي مصاعب. ووصل الرواد بعد ثلاثة أيام إلى القمر حيث قاموا بإجراء انعطاف حوله في تمام الساعة 17:22 توقيت عالمي منسق UTC بواسطة الصاروخ الرئيسي لوحدة الخدمات Service Module في عملية كبح سرعة مركبة الفضاء فوق الوجه المختفي للقمر واتخذوا بذلك مداراً حوله.

### الهبوط على القمر

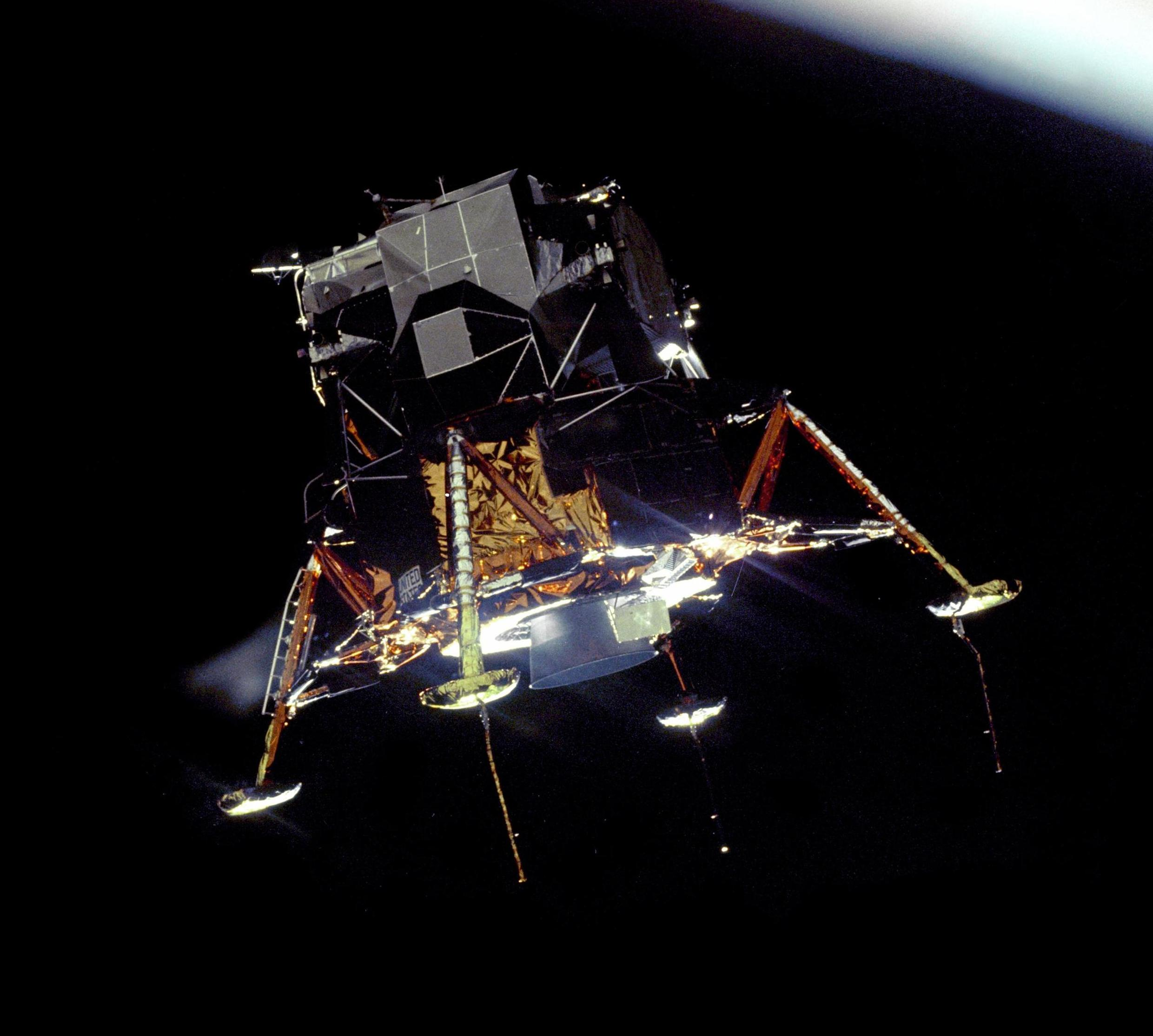
مركبة الهبوط إيجل في مدار حول القمر فور انفصالها عن مركبة الفضاء الأم.

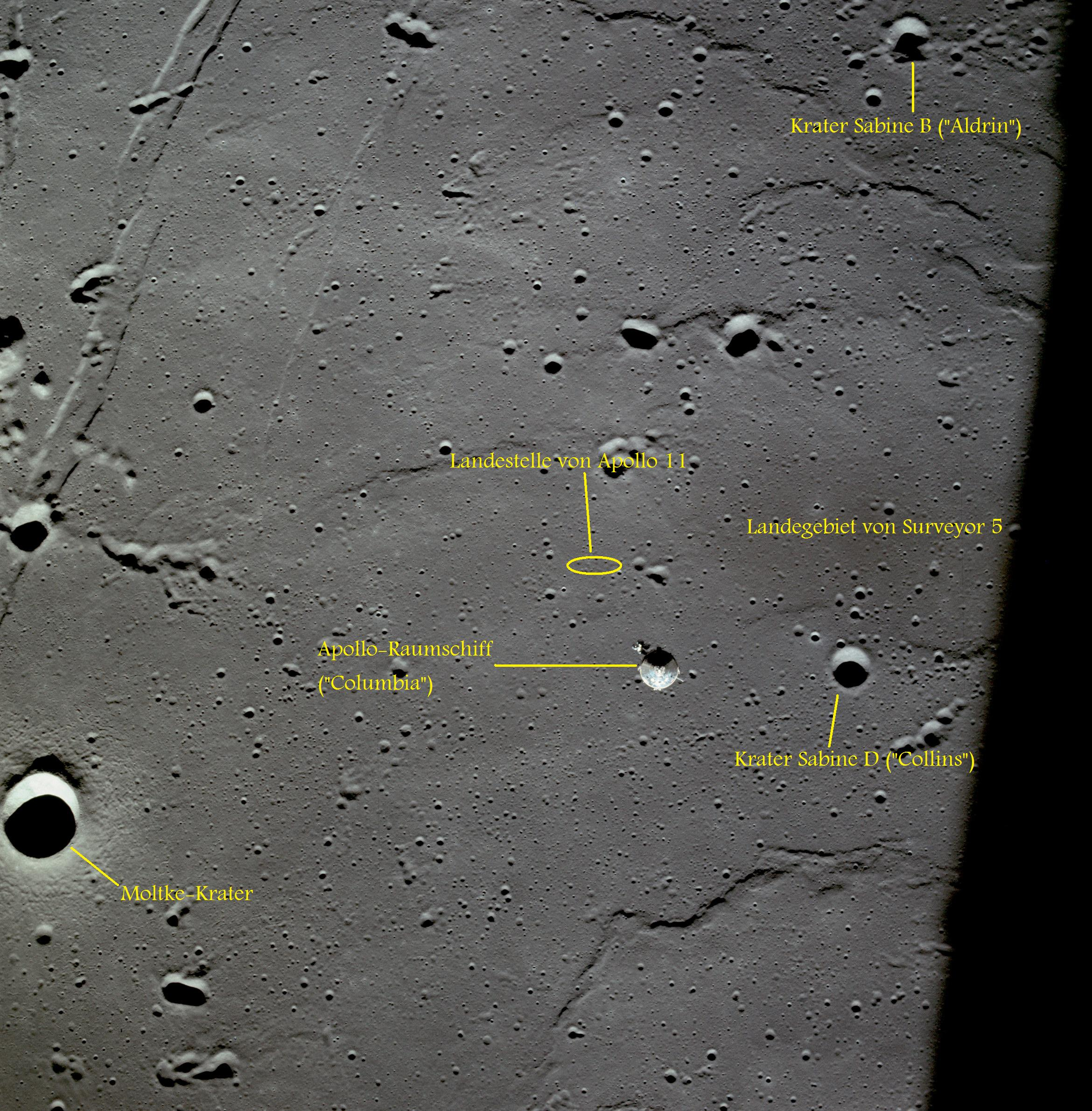
صورة لمكان الهبوط على القمر التقطها أرمسترونج قبل الهبوط مباشرة في "بحر الهدوء"، ويرى على اليسار أسفل الصورة فوهة مولتكة ويبلغ قطرها 5و6 كيلومتر.

بعد اتخاذ مركبة الفضاء المدار حول القمر انتقل بز ألدرن أولا إلى مركبة الهبوط على القمر إيجل ولحقه أرمسترونج إليها بعد ذلك بساعة. وبعد فحص الأجهزة والقيام بفرد أرجل المركبة القمرية قاما بفصلها عن مركبة الفضاء والتي بقي فيها زميلهما مايكل كولينز وبدؤا عملية الهبوط. وعندئذ ظهرت صعوبة النزول في المكان المحدد من قبل على سطح القمر في منطقة بحر السكون. فقد أدى انفصال المركبتان إلى إزاحة غير إرادية في المدار، نتج عنها أن الحاسوب الذي يقوم بعملية الهبوط آليا قد قادهم إلى مكان يبعد 5و4 كيلومتر عن المكان المحدد. بالإضافة إلى ذلك بدأ ضوء الطوارئ يضيئ وهم على ارتفاع 5و1 كيلومتر مما حيرهم ولم يستطيعا التركيز على البحث عن مكان مناسب للهبوط. وقد حدث ذلك عندما اختلطت إشارات رادار الهبوط بإشارات رادار اللحاق بالمركبة الفضائية التي تسبح في المدار فوقهم. واكتظ الحاسوب بالمعلومات على غير العادة وكاد أن يُنهي تلقائيا عملية الهبوط وأن يبدأ عملية العودة (الإنقاذ) واللحاق بمركبة الفضاء الرئيسية. وسأل أرمسترونج مركز المراقبة على الأرض عن حالتي الطوارئ رقم 1201 و1202 التي ينذر بها حاسوب المركبة القمرية، فقام المختصون على الأرض بدراستها بسرعة، ثم أكدوا لأرمسترونج أن حالتي الطوارئ هذه ليستا ذات أهمية ويمكن إهمالهما.
وعلى ذلك أمسك أرمسترونج قيادة المركبة القمرية بنفسه في الوقت الذي وصل ارتفاعة فوق سطح القمر 300 مترا ووجه المركبة مجتازا أحد الفوهات وصخور إلى منطقة بدت مستوية ولم يبقى لديه وقود سوى لمدة 20 ثانية أخرى. واستمر أرمسترونج في الهبوط وفي نفس الوقت يقوم ألدرن بقراءة الحاسوب عن الارتفاع ويقولها لأرمسترونج، إلى أن حدث تلامس أرجل الإيجل بسطح القمر وأضاءت لمبة التلامس في تمام الساعة 20:17:39 بالتوقيت العالمي المنسق يوم 20 يوليو. وقال قبطان المركبة القمرية ألدرن «ضوء التلامس يضيئ» وبعد ذلك بثلاثة أو أربعة ثوان قام أرمسترونج بقفل المحرك الصاروخي. وبذلك هبطت المركبة القمرية بهم بهدوء على سطح القمر بسرعة قدرها 5و0 متر/ثانية.
وقداستغرقت عملية الهبوط الصعبة هذه وقتا بحيث لم يبق سوى 20 ثانية قبل أن يلغي حاسوب المركبة القمرية عملية الهبوط تلقائيا ويبدأ الصعود من أجل حالة الطوارئ والعودة. وبعد الهبوط بدأ أرمسترونج وألدرن الإستعداد لتشغيل المحرك الصاروخي فورا إذا تبين عدم ثبات المركبة على سطح القمر. وطبقا للخطة فلديهم نحو دقيقة واحدة لمغادرة مكان الهبوط واللحاق بمركبة الفضاء التي يقودها كولينز وإلا تعثر اللحاق بها وقد ضاعت من تلك الدقيقة نحو 30 أو 40 ثانية بسبب تأخرهم أثناء الهبوط. فأصبح كل ما كان لديهم من وقت للرجوع الطارئ نحو 10 ثوان فقط.

### على سطح القمر

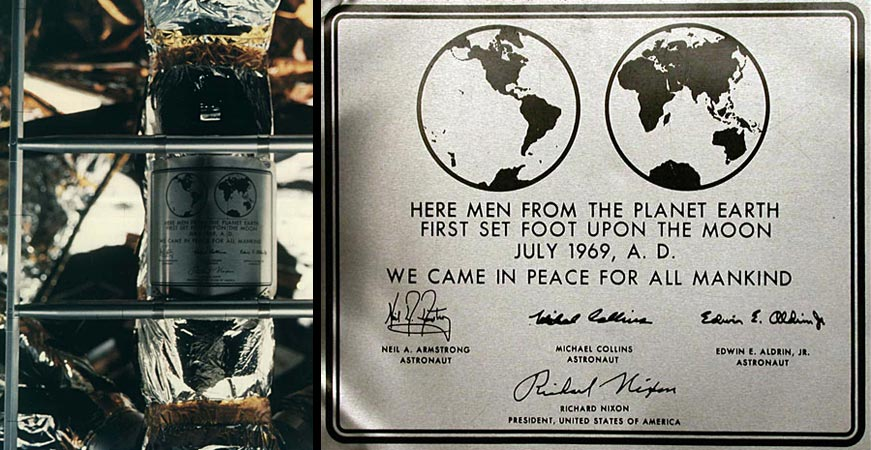
لائحة تذكارية مثبتة على سلم المركبة القمرية.

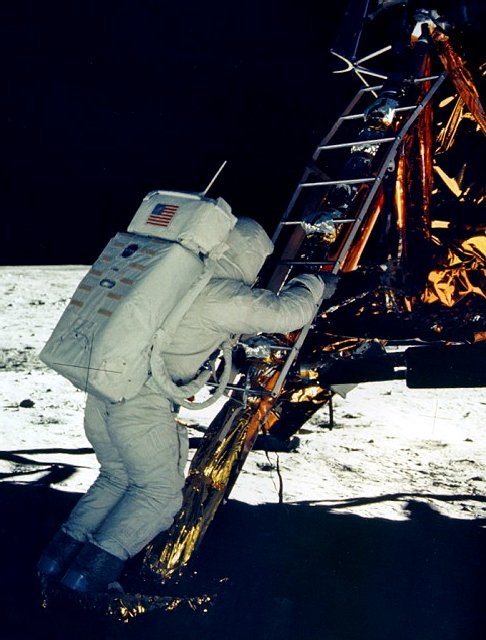
صورة بز ألدرن وهو يغادر المركبة القمرية.

في تمام الساعة 20:17:58 بالتوقيت العالمي المنسق UTC من يوم 20 يوليو 1969 اتصل أرمسترونج بمركز قيادة رحلات الفضاء قائلا: «هيوستن، هنا قاعدة الهدوء. هبط النسر!» (بالإنجليزية:„Houston, Tranquility Base here. The Eagle has landed “).
وانشغل رائدي الفضاء خلال الساعتين التاليتين إعداد إيجل للعودة حيث يمكن إجراؤها كل ساعتين. وكان عليهما برمجة حاسوب المركبة القمرية وإعطائه البيانات واتجاه المركبة القمرية. وكانت إحداثيات مكان الهبوط في هذا الوقت لم تكن معروفة لهما بالضبط حيث لم يستطع آرمسترونج خلال الهبوط التعرف على ملامح التضاريس التي يعرفها من قبل عن طريق الصور. وكذلك زميلهم مايكل كولينز لم يستطع رؤيتهم من مركبة الفضاء كولومبيا خلال دورته الخامسة فوقهم حول القمر بسبب قلة المعلومات.
وانشغلا أرمسترنج وألدرن بتصوير سطح القمر من نافذة المركبة، واقترحا على قاعدة رحلات الفضاء في هيوستن تقصير فترة الراحة المخطط لها من 5 ساعات و40 دقيقة إلى 45 دقيقة والخروج المبكر إلى القمر حيث تحتاج الاستعدادات لذلك نحو 3 ساعات.
وفي يوم 21 يوليو 1969 في تمام الساعة 02:56:20 UTC (وكان الوقت لا يزال 20 يوليو في أمريكا) وطأت قدم نيل أرمسترونج كأول إنسان سطح القمر قائلا: „That's one small step for (a) man, one giant leap for mankind!“، أي «خطوة صغيرة لإنسان، ولكنها قفزة كبير للبشرية!»
وبعد ذلك بنحو 20 دقيقة خرج إليه ألدرن من المركبة القمرية. وبدأ الرائدان نصب عدة أجهزة للتجارب العلمية على سطح القمر، منها تعليق شريحة ألمونيوم لقياس الريح الشمسية على القمر واستعادتها وقت الإقلاع. وقاما بنصب راية الولايات المتحدة الأمريكية وكان من الصعب غرسها، فلم تُغرس سوي نحو 10 سنتيمتر في تربة القمر. كما قاما بتركيب مقياس الزلازل الذي يعطي معلومات عن مدى النشاط الزلزالي على القمر، إلا أن هذا الجهاز تعطل عن العمل خلال الليلة الأولى على القمر بعد ذلك. وثبت الرائدان أيضا عاكسا لأشعة الليزر على سطح القمر يمكن به قياس البعد بين القمر والأرض بدقة بالغة. وبدأ الاثنان انتقاء عينات من صخور القمر ومن تربتة، وجمعوا عينات تزن 21 كيلوجرام بغرض دراستها على الأرض. وانتهت فترة البقاء الأولى على القمر بعد ساعتين و31 دقيقة.

### العودة إلى الأرض

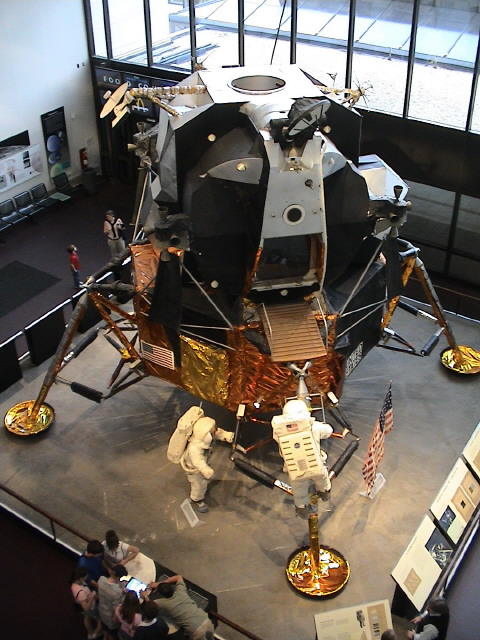

اكتشف بز ألدرن قبل فترة الراحة أن أحد المفاتيح قد كُسر ومفتاح آخر قد انزاح إلى وضع آخر، واتضح له أنه لابد وأن يكون قد لامسهما عفوا بالحقيبة الضخمة التي على ظهره أثناء تجهيزه للتجارب خارج المركبة. ويحتاج الرائدان تشغيل تلك المفاتيح قبل الإقلاع بمدة ساعة. لهذا استعاض ألدرن عن المفتاح واستعمل قلمه لتشغيل المفتاح !.
ثم بدأت رحلة العودة من دون صعوبات، وصعدت المركبة القمرية في الوقت المناسب واتخذت مدارا فوق القمر واشتبكت بمركبة الفضاء أبولو وفيها زميلهما كولينز. وبعد أن التم شمل الثلاثة ثانيا في مركبة أبولو
ِتم فصل المركبة القمرية عنهم ووجهوا مركبة القيادة أبولو Command Module للعودة إلى الأرض. قام رواد الفضاء باشعال المحرك الصاروخي في وحدة الخدمات Service Module الذي أكسبهم سرعة يستطيعون بها مغادرة مدارهم على القمر.وكان توقيت أشعال المحرك الصاروخي لوحدة الخدمات محسوبا ومضبوطا جدا لكي يتخذوا اتجاه الأرض خصوصا وأن بدء أشعال الصاروخ قد تم خلف القمر من دون رؤية الأرض. لم يضيعوا في الفضاء، واكملوا رحلة العودة إلى الأرض. وفي يوم 24 يوليو في تمام الساعة 16:50 UTC حسب التوقيت العالمي المنسق نزلت مركبة الفضاء Command Module في المحيط الهادي والتقتطهم السفينة هورنيت Hornet.

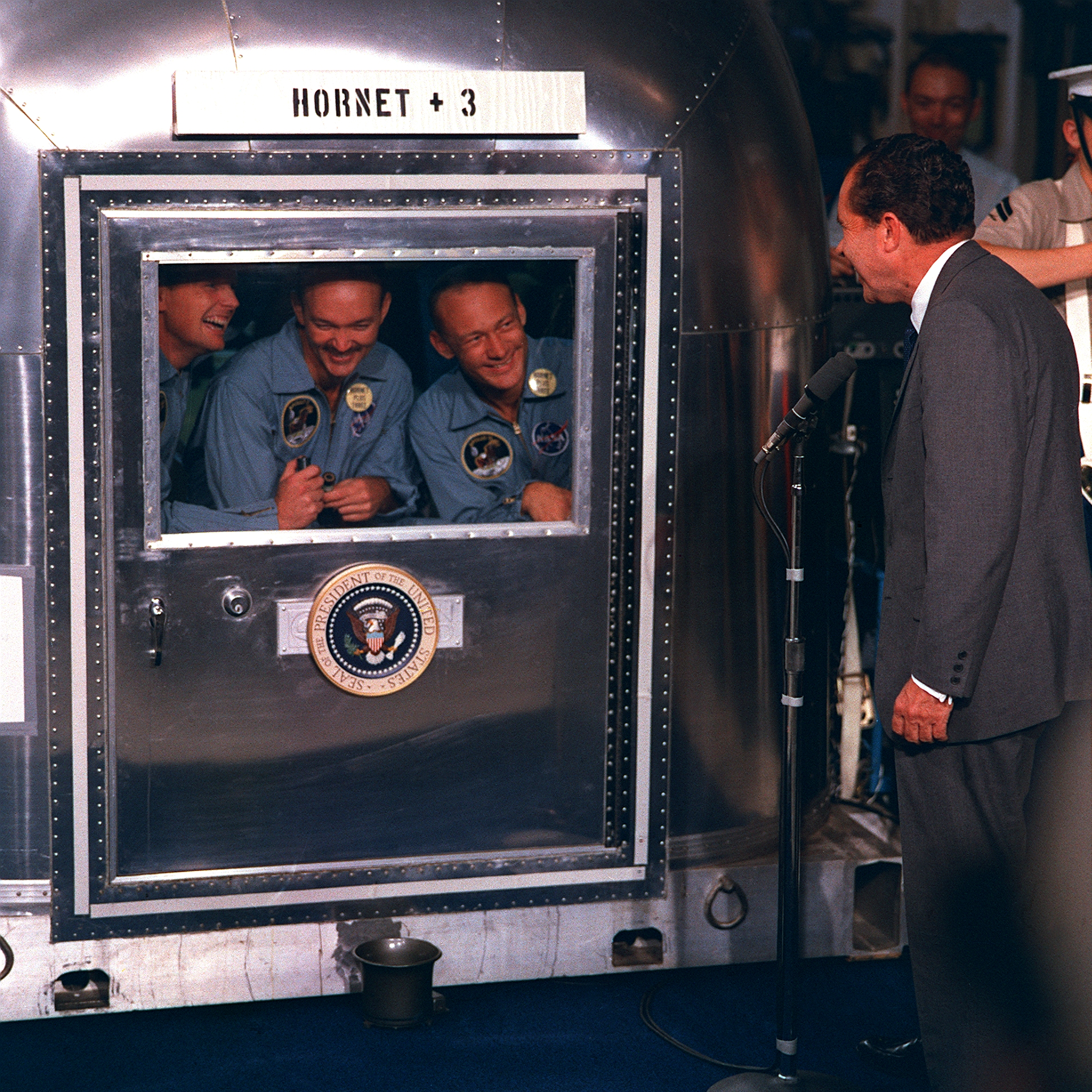
الرئيس الاميريكي يزور رواد الفضاء أثناء تواجدهم في الحجر الصحي.

على سطح السفينة هورنيت لبس رواد الفضاء ملابسا وقائية، وحـُجزوا داخل مقصورة الحجر الصحي أعدت خصيصا لهم خوفا من أن يكونوا قد جلبوا معهم بكتريا أو أوبئة قمرية غير معروفة للإنسان على الأرض. واستقبلهما الرئيس الأمريكي نيكسون وتحدث إليهم من خارج مقصورة العزل وحياهم بكلمة تاريخية. ثم انتقلت المقصورة بهم إلى هيوستن وبقوا فيها 17 يوما في معزل، حتي تم التأكد من خلوهم من أي شائبة، واستطاعوا اللقاء بذويهم.
وتُعرض مركبة الفضاء كولومبيا لأبولو 11 حاليا في المتحف الوطني للطيران والفضاء National Air and Space Museum بمدينة واشنطن.

## التشكيك في صحة الرحلة
بعد اتمام الرحلة وتحديدا في عام 1970 ظهرت العديد من التحليلات العلمية أو نظرية المؤامرة التي تشكك في صحة هذه الرحلة وان الإنسان بالفعل لم يهبط علي القمر وقتها. واظهرت استطلاعات الرأي وقتها بأن 20% في المائة من الشعب الأمريكي لازال يؤمن بأن وصول الإنسان الي القمر أكذوبة كبيرة. بينما وصلت الي 28% عن الشعب الروسي . وفي عام 2001 قامت شركة فوكس إنتاج فيلم وثائقي تحت عنوان: نظرية المؤامرة: هل هبطنا على القمر فعلا ؟ بعض العلماء الأمريكيين علي قناعة تامة بأن ما حدث في يوليو عام 69 مجرد فيلم أمريكي باهظ التكاليف أُنْتِج وأُخْرِّج في ظل مناخ سياسي دخلت فيه الحرب الباردة بين القوتين العظمتين مرحلة بالغة الحساسية .. كانت وكالة ناسا تهدف من ورائه إقناع الاتحاد السوفييتي بتفوق الولايات المتحدة في مجال الفضاء مما يتيح لها التفوق العسكري حال حدوث حرب بين الدولتين . تحدث فيها علماء أمريكيين في مجالات مختلفة كما ضم متحدثا واحدا من وكالة ناسا ليقنع الحاضرين بأن ما حدث يمثل الحقيقة . وهذه هي أبرز النقاط التي أبرزها العلماء علي مدار 40 عاما:
1. العلم الأمريكي: علميا لا توجد رياح علي سطح القمر وكان العلم الأمريكي يرفرف كما ظهر في إحدى الصور .
2. عدم وجود أي آثار للنجوم في السماء: حيث إن جميع الصور تظهر السماء كاحلة بدون أي آثار للنجوم أو لأي أجرام سماوية . ورغم أن بعض علماء ناسا عللوا ذلك بأن انعكاس ضوء الشمس على القمر عالي جداً مما تطلب أثناء التصوير استخدام فلاتر لتخفيف سطع الضوء مما حجب تصوير أي شيء في السماء .
3. مصدر الإضاءة المجهول: من المعروف أن أشعة الشمس هي المصدر الوحيد للإضاءة علي سطح القمر . وهذه الأشعة تنعكس بشكل كامل مما يمنع الرؤية في منطقة الظل (مثلما لا يظهر الجزء الآخر من القمر عندما يكون هلال مثلا) ولكن إحدى الصور أظهرت أحد الرواد عند صعوده للمركبة ظهور بعض أجزاء جسمه وبعض المعدات . مما يعطي تشكيكا كبير أن الضوء المستخدم هو ضوء استديوهات وليس على القمر!
4. وجود الظلال في اتجاهات مختلفة:من المفترض أن مصدر الإضاءة الوحيدة هي الشمس، هؤلاء العلماء أثبتوا وجود ظلال للأجسام في اتجاهات مختلفة في نفس اللحظة مما يوحي بوجود أكثر من مصدر للإضاءة .
5. درجة حراراة القمر: من المعروف علميا أن درجة حراراة القمر نهارا تصل الي 123° نهارا و (-153°) ليلا وهي تتطلب وجود بدلات ذات مواد وتصميم صعب ويجب توافر أجهزة تبريد وتدفئة خاصة لتخفيف هذه الدرجات العالية وأجهزة لمعالجة فرق الضغط وغيرها وهو ما يتطلب تقينات عالية غير متوفرة في ذلك الوقت .
6. فقر الامكانيات التكنولوجية: يعتقد هؤلاء العلماء أن الإمكانيات التقنية الموجودة وقتها لا تسمح بالوصول إلى القمر بدليل عجز ناسا عن تكرار الحدث بعد أربعين عاما بالرغم من التطورات الهائلة في مجال التكنولوجيا .
7. عدم الضرر أو حدوث أي صابة أو تلوث: كان هؤلاء العلماء ومعهم عالم فضاء سوفييتي أقروا بوجود طبقة من موجات Van Allen radiation إضافة إلى طبقة سميكة من الإشعاع الذري حول القمر مما يجعل اختراق الإنسان لهذه الطبقة دون الإصابة بالسرطان أو تقرحات جلدية أمرا مستحيلا .. رواد الفضاء لأبوللو 11 لم يصب أحدهم بأي أذى .
8. المنطقة المجهولة: يعتقد هؤلاء العلماء أن مسرح هذه العملية من أولها لآخرها كانت في صحراء نيفادا،[18] في منطقة عسكرية حساسة تسمى المنطقة 51, حتى تاريخ اليوم يتم منع وتصفية أي شخص يقترب من هذا المكان . ورجح البعض أن طبيعة المكان تكاد تكون مشابهة لما جاء بالصور.

## أقوال
« That's one small step for a man, one giant leap for mankind »
«خطوة صغيرة بالنسبة لإنسان، ولكن قفزة كبيرة للإنسانية» - نيل أرمسترونغ

## ثقافة
سبق وأن تحدثت بعض الأعمال الفنية عن الذهاب إلى القمر، منها:
- فيلم «الوجهة إلى القمر» لإيرفين بيشل سنة 1950.
- «الهدف هو غزو القمر» و«سرنا على سطح القمر» مجموعة قصص مرسومة لتن تن (سنة 1955)

## تقاريرناسا
- Office of Public Affairs, NASA. "EP-72 Log of Apollo 11". NASA History Office. مؤرشف من الأصل في 2019-07-14. اطلع عليه بتاريخ 2006-01-16. - Timeline of the mission
- Ivan D. Ertel؛ وآخرون (August 1968-April 1975). "The Apollo Spacecraft: A Chronology Vol. I-IV". NASA SP-4009. NASA. مؤرشف من الأصل في 2020-04-26. اطلع عليه بتاريخ September 23, 2006. {{استشهاد ويب}}: تحقق من التاريخ في: |تاريخ= (مساعدة)، Explicit use of et al. in: |مؤلف= (مساعدة)، والوسيط غير المعروف |dateformat= تم تجاهله (مساعدة)
- "Apollo 11 Mission Report" (PDF). NASA. 1971. مؤرشف من الأصل (PDF) في 2013-06-14. - 200+ pages

## وصلات خارجية
- موقع ناسا محتفلا بالذكرى الثلاثين للرحلة.
- موقع الناسا المخصص لبرنامج أبولو.
- Apollo 11 Mission Detailed Information
- All photographs of the Apollo 11 mission
- Men on the Moon Original reports from The Times
- "Apollo 40th Anniversary". NASA. يوليو 2009. مؤرشف من الأصل في 2019-06-26. اطلع عليه بتاريخ 2009-07-18. - NASA Website honouring the mission